# Mimagnia quadrifasciata
Mimagnia quadrifasciata är en skalbaggsart som först beskrevs av Fauvel 1906.  Mimagnia quadrifasciata ingår i släktet Mimagnia och familjen långhorningar. Inga underarter finns listade i Catalogue of Life.